# Agama boulengeri
Agama boulengeri är en ödleart som beskrevs av Fernand Lataste 1886. Agama boulengeri ingår i släktet Agama och familjen agamer. Inga underarter finns listade i Catalogue of Life.
Arten förekommer i Mauretanien, Västsahara och Mali. Honor lägger ägg.